# Lignon (Marne)
Lignon és un municipi francès, situat al departament del Marne i a la regió del Gran Est. L'any 2007 tenia 89 habitants.

## Demografia

### Població
El 2007 la població de fet de Lignon era de 89 persones. Hi havia 32 famílies, de les quals 8 eren unipersonals (8 dones vivint soles i 8 dones vivint soles), 12 parelles sense fills i 12 parelles amb fills.
La població ha evolucionat segons el següent gràfic:
Habitants censats

### Habitatges
El 2007 hi havia 44 habitatges, 36 eren l'habitatge principal de la família, 2 eren segones residències i 6 estaven desocupats. 41 eren cases i 2 eren apartaments. Dels 36 habitatges principals, 28 estaven ocupats pels seus propietaris i 8 estaven llogats i ocupats pels llogaters; 5 tenien tres cambres, 12 en tenien quatre i 18 en tenien cinc o més. 35 habitatges disposaven pel capbaix d'una plaça de pàrquing. A 15 habitatges hi havia un automòbil i a 18 n'hi havia dos o més.

### Piràmide de població
La piràmide de població per edats i sexe el 2009 era:
| Homes | Edats   | Dones |
| ----- | ------- | ----- |
| 0     | 95 o +  | 0     |
| 0     | 90 a 94 | 0     |
| 0     | 85 a 89 | 0     |
| 4     | 80 a 84 | 0     |
| 0     | 75 a 79 | 4     |
| 0     | 70 a 74 | 8     |
| 4     | 65 a 69 | 0     |
| 0     | 60 a 64 | 0     |
| 0     | 55 a 59 | 4     |
| 4     | 50 a 54 | 4     |
| 0     | 45 a 49 | 0     |
| 0     | 40 a 44 | 0     |
| 4     | 35 a 39 | 0     |
| 12    | 30 a 34 | 4     |
| 4     | 25 a 29 | 8     |
| 0     | 20 a 24 | 0     |
| 0     | 15 a 19 | 0     |
| 0     | 10 a 14 | 0     |
| 4     | 5 a 9   | 4     |
| 4     | 0 a 4   | 4     |

## Economia
El 2007 la població en edat de treballar era de 52 persones, 40 eren actives i 12 eren inactives. De les 40 persones actives 39 estaven ocupades (22 homes i 17 dones) i 1 aturada (1 dona i 1 dona). De les 12 persones inactives 3 estaven jubilades, 4 estaven estudiant i 5 estaven classificades com a «altres inactius».
Activitats econòmiques
Dels 4 establiments que hi havia el 2007, 1 era d'una empresa de construcció, 1 d'una empresa de transport i 2 d'empreses de serveis.
L'any 2000 a Lignon hi havia 6 explotacions agrícoles.

## Poblacions més properes
El següent diagrama mostra les poblacions més properes.